# Piątek, trzynastego (film 2009)
Piątek, trzynastego (ang. Friday the 13th, 2009) – amerykański horror filmowy, którego światowa premiera miała miejsce w piątek, 13 lutego 2009 roku. W polskich kinach film pojawił się dnia 22 maja 2009 roku.
Reżyserem jest kreator remake'a Teksańskiej masakry piłą mechaniczną Marcus Nispel, a za scenariusz odpowiedzialni są Damian Shannon i Mark Swift, twórcy skryptu do Freddy’ego kontra Jasona (2003). Film jest rebootem klasycznego Piątku, trzynastego (1980), a zarazem dwunastą częścią slasherów z serii, której bohaterem jest Jason Voorhees. Zgodnie z zapowiedziami twórców, zawiera w sobie elementy pierwszych czterech części serii. Jednym z producentów wykonawczych jest twórca pierwowzoru, Sean S. Cunningham.

## Fabuła
Akcja filmu rozpoczyna się 13 czerwca 1980 roku. Młody Jason Voorhees (Caleb Guss) jest świadkiem, jak jego matka Pamela (Nana Visitor) zostaje stracona przez dekapitację. Zbrodni dopuszcza się opiekunka na obozie kolonijnym (Stephanie Rhodes), która została zaatakowana przez niezrównoważoną psychicznie kobietę. Około trzydzieści lat później w tereny Camp Crystal Lake przybywa grupa przyjaciół – Wade (Jonathan Sadowski), Mike (Nick Mennell), Amanda (America Olivo), Richie (Ben Feldman) i Whitney (Amanda Righetti). Podczas wakacyjnej podróży znajdują leśne plantacje konopi siewnych. Podczas gdy Whitney i Mike natrafiają na opuszczony obóz kempingowy nad jeziorem Crystal, psychopatyczny, dorosły już Jason (Derek Mears) morduje pozostałych wczasowiczów – jednego po drugim. Zabija także Mike’a i przymierza się do odebrania życia Whitney, lecz decyduje się ją porwać, ponieważ przypomina mu ona matkę za młodu.
Sześć tygodni później, student Trent (Travis Van Winkle) wraz ze swoją dziewczyną Jenną (Danielle Panabaker) i przyjaciółmi – Chelsea (Willa Ford), Nolanem (Ryan Hansen), Bree (Julianna Guill), Chewiem (Aaron Yoo) i Lawrence'em (Arlen Escarpeta) – niepomni wydarzeń sprzed kilkunastu dni, przybywają do domku nad jeziorem należącego do rodziny Trenta, który umiejscowiony jest właśnie w Crystal Lake. Na prowincji zjawia się również Clay Miller (Jared Padalecki), który poszukuje swojej zaginionej siostry Whitney. Gdy młody mężczyzna puka do drzwi domku Trenta, Jenna postanawia pomóc mu w poszukiwaniach; w tym celu para wybiera się na drugą stronę jeziora. W trakcie ich poszukiwań poszlak zaginięcia Whitney, Nolan i Chelsea zostają zamordowani nad jeziorem przez Jasona. Jenna i Clay penetrują tereny obozowiska Camp Crystal Lake, gdzie są świadkami popełnionego przestępstwa – widzą Jasona Voorheesa, który wnosi ludzkie zwłoki do jednej ze starych kabin mieszkalnych.
Para w pośpiechu powraca do domku Trenta, by ostrzec pozostałych przed zagrożeniem. Jason podąża tuż za nimi i pozbawia młodych dostępu do prądu. Poza domem zabija Chewie'go i Lawrence’a, a następnie morduje i Bree. Pozostali przy życiu uciekają z domku, lecz Trent ginie wkrótce po odnalezieniu pobliskiej głównej drogi samochodowej. Clay i Jenna ponownie trafiają do Camp Crystal Lake, gdzie chłopak odkrywa obskurną miejscówkę zamieszkaną przez Voorheesa, a także swoją siostrę, przykutą do ściany. Clay uwalnia Whitney i cała trójka opuszcza tereny Jasona. Po trafieniu do tuneli, którymi przemieszcza się Jason, młodym udaje się znaleźć wyjście, jednak Jenna zostaje zabita. Millerowie wykorzystują następnie pamięć Jasona o matce, by go rozproszyć i dźgają go jego własną maczetą w klatkę piersiową. Clay wrzuca domniemanie martwe ciało psychopaty do jeziora, lecz zanim udaje mu się odejść z Crystal Lake, Voorhees wyskakuje z wody i chwyta Whitney.

## Obsada

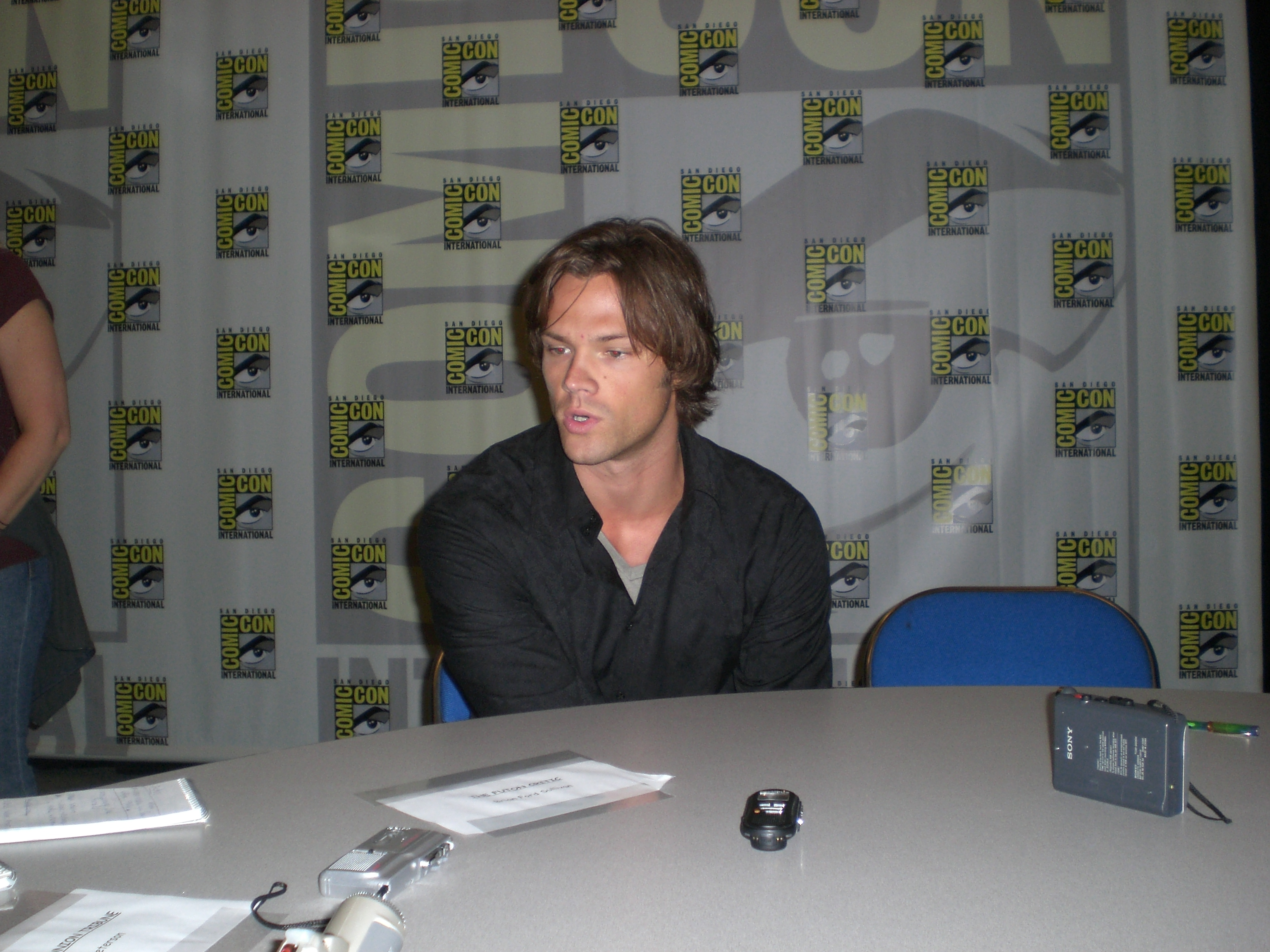
Jared Padalecki (na zdj.) był jednym z pierwszych członków obsady, który otrzymał rolę w filmie. Kreowany przez niego bohater, Clay Miller, zainspirowany został postacią Roba Diera z Piątku, trzynastego IV: Ostatniego rozdziału (1984).

| Rola                 | Aktor              |
| -------------------- | ------------------ |
| Clay Miller          | Jared Padalecki    |
| Jenna                | Danielle Panabaker |
| Whitney Miller       | Amanda Righetti    |
| Trent                | Travis Van Winkle  |
| Jason Voorhees       | Derek Mears        |
| Młody Jason Voorhees | Caleb Guss         |
| Chewie               | Aaron Yoo          |
| Lawrence             | Arlen Escarpeta    |
| Bree                 | Julianna Guill     |
| Chelsea              | Willa Ford         |
| Nolan                | Ryan Hansen        |
| Wade                 | Jonathan Sadowski  |
| Richie               | Ben Feldman        |
| Amanda               | America Olivo      |
| Mike                 | Nick Mennell       |
| Pamela Voorhees      | Nana Visitor       |
| szeryf Bracke        | Richard Burgi      |

## Produkcja

### Preprodukcja
Prezes i dyrektor do spraw operacyjnych wytwórni New Line Cinema, producent wykonawczy i scenarzysta Toby Emmerich, zaproponował Michaelowi Bay, Bradowi Fullerowi i Andrew Formowi, twórcom spółki produkcyjnej Platinum Dunes, realizację nowej wersji klasycznego Piątku, trzynastego. Emmerich chciał, by Platinum Dunes stworzyło ewentualny film w stylu zbliżonym do powstałej w 2003 roku Teksańskiej masakry piłą mechaniczną. Trio zgodziło się na współpracę, a nim ekipa przystąpiła do urzeczywistniania własnej wizji, jej członkowie spędzili blisko rok na wykupywaniu praw do filmu, które uzyskali ostatecznie od wymienionej New Line Cinema, a także wytwórni pierwszych filmów z serii – Paramount Pictures, oraz Crystal Lake Entertainment Seana S. Cunninghama.
Początkowo, w związku z prawami wytwórni Paramount do oryginału, siedmiu jego sequeli oraz samego tytułu – Friday the 13th, ekipa Platinum Dunes nie mogła wykorzystać żadnych elementów z grupy pierwszych ośmiu filmów cyklu. Ostatecznie kampania Platinum Dunes otrzymała licencję na realizację swojego projektu, ponieważ uczyniła Paramount Pictures dystrybutorem filmu w poszczególnych regionach. Filmu nie zrealizowano w konwencji bezwzględnego remake'a, a z pierwowzoru Cunninghama wykorzystano przede wszystkim tytuł. W zamysłach twórców Piątek, trzynastego jawił się jako reboot – film wprowadzający widza w fabułę tematycznie zbliżoną poprzedniej części lub poprzednim częściom z serii, niebędący jednocześnie ich kontynuacją. Spójnikiem dawnej serii i wznowionego projektu został znak firmowy Piątku, trzynastego – Jason Voorhees. Dzięki uzyskanej licencji, Andrew Form i Brad Fuller pokusili się jednak o uwzględnienie w fabule elementów z trzech pierwszych filmów z serii (filmy tworzone po premierze Piątku, trzynastego III nie znalazły uznania wśród wielu fanów cyklu). Fuller wyznał: „Myślę, że są szczegóły, które chcemy poznać, na przykład, jak została zdobyta maska hokejowa Jasona. Wygląda to inaczej w naszym filmie, a inaczej w części trzeciej. Skąd jest Jason? Dlaczego te morderstwa mają miejsce? Czym jest Crystal Lake?”. Początkowo do fabuły zamierzano również wprowadzić postać Tommy’ego Jarvisa – bohatera Ostatniego rozdziału, Nowego początku i segmentu Jason żyje. Ostatecznie Fuller i Form wyznali, iż ich film będzie kompletował w sobie elementy z pierwszych trzech części serii oraz – w zminimalizowanym stopniu – z czwartego z filmów, Ostatniego rozdziału, a także, że film zostanie osadzony w czasach teraźniejszych.
W lutym roku 2006 Jonathan Liebesman, twórca horroru Teksańska masakra piłą mechaniczną: Początek, był w trakcie negocjowania stanowiska reżyserskiego w filmie. Ostatecznie posadę reżysera objął Marcus Nispel, kreator Teksańskiej masakry piłą mechaniczną z 2003 roku.

### Tworzenie scenariusza
Na scenarzystów wytypowano Damiana Shannona i Marka Swifta, odpowiedzialnych za skrypt do crossovera Ronny'ego Yu Freddy kontra Jason (2003). W trakcie tworzenia scenariusza, Shannon i Swift postawili przed sobą kilka reguł, których następnie przestrzegali, by nie powtórzyć błędów, których dopuścili się przy okazji realizacji Freddy’ego kontra Jasona. Przede wszystkim chcieli, by nastoletni bohaterowie ich filmu „brzmieli normalnie”. Para nie dopuściła, by żaden z bohaterów – z wyjątkiem Whitney Miller – słyszał o istnieniu złoczyńcy, Jasona Voorheesa. Bohaterowie przelicznych horrorów, takich jak Krzyk czy Mroczne opowieści, igrają z losem i celowo narażają się na niebezpieczeństwo, co sprawia wrażenie nienaturalności – tego scenarzyści chcieli uniknąć. Idąc tropem naturalności, Shannon i Swift odebrali Voorheesowi cechy nadprzyrodzone, wprowadzone do serii na dobre w segmencie szóstym – Jason żyje, a kontynuowane przez siebie także w filmie Yu. Powrócono do korzeni serii, a więc do części drugiej, w której Jason był człowiekiem o ograniczonych możliwościach fizycznych, a nie zombie czy robotem, którymi stawał się przy okazji realizacji kolejnych sequeli. Para nie rozwinęła również nadto wątku dziecięcych doświadczeń czarnego charakteru, sądząc, iż mógłby on odciągnąć uwagę widza od posępności bohatera.
Istotne dla filmu miały być sceny zgonów poszczególnych bohaterów. Jedna z bohaterek ginie w wodach Crystal Lake. Pierwotnie, Shannon i Swift chcieli, by postać utonęła na skutek długiego czasu spędzonego w jeziorze i spowodowanego nim przemęczenia. Scenarzyści jednoznacznie stwierdzili, iż scena nosiłaby znamiona nowatorstwa w podgatunku horroru, jakim jest slasher. Sceny morderstw stały się jednym z problemów twórców skryptu. Chcieli oni zarówno pokazać widzom oryginalne metody uśmiercania bohaterów, a jednocześnie nawiązać do tych sekwencji śmierci, które wykorzystano w poprzednich filmach z serii Piątek, trzynastego. Jednym ze swoistych nawiązań został wózek inwalidzki, który znajduje się w tunelach Jasona – kreowany przez Toma McBride bohater Piątku, trzynastego II, Tom, był inwalidą; zginął on również w charakterystyczny sposób. Na hołd złożony oryginalnej serii wytypowano również występujący w filmie sweter, który Pamela Voorhees nosiła w pierwowzorze.

### Casting
Jako pierwszy w gronie obsady znalazł się statysta Derek Mears, któremu powierzono kluczową rolę Jasona Voorheesa. Główną rolę męską otrzymał następnie Jared Padalecki, podczas gdy do pierwszoplanowej roli kobiecej zatrudniono Amandę Righetti. Gdy początkowo aktorce zaoferowano rolę, nie przeczytała ona skryptu do filmu. Rightetti stwierdziła, że dołączy do obsady i zostanie częścią filmowej serii dopiero po przeczytaniu scenariusza. Do członków zespołu aktorskiego dołączyli później: Danielle Panabaker, Jonathan Sadowski, Travis Van Winkle, Aaron Yoo, Julianna Guill, a także Nana Visitor jako Pamela Voorhees, matka głównego bohatera negatywnego, oraz Caleb Guss w roli młodego Jasona Voorheesa.
Do castingu przymierzano się dwukrotnie.

### Plan zdjęciowy
Film kręcono od 21 kwietnia do 13 czerwca 2008 roku w miejscowościach Austin, Bastrop i La Grange w stanie Teksas.

## Premiera i zyski z wyświetlania

### Stany Zjednoczone[8]
13 lutego 2009 roku, w dniu swojej premiery w Ameryce Północnej, film został wyświetlony w 3105. kinach. Jeszcze tego samego dnia zainkasował 19 350 000 dolarów, jednocześnie pokrywając łącznie zarobki w amerykańskich kinach kolejnych segmentów z serii Piątek, trzynastego: Jason zdobywa Manhattan (1989), Jason idzie do piekła (1993) oraz Jason X (2001). 14 lutego film zarobił 14 310 000 dolarów, zdobywając przy okazji status drugiego najbardziej opłacalnego pod względem zarobkowym filmu z serii. W ciągu kolejnych dwóch dni film zainkasował niewiele ponad dziesięć milionów dolarów. Znalazł się także na pozycji piętnastej najlepiej debiutujących filmów o restrykcji R w Północnej Ameryce.

### Europa
Film znalazł się na liście pięćdziesięciu najbardziej wyczekiwanych premier kinowych 2009 roku według wysokonakładowego brytyjskiego czasopisma The Times. Już 11 lutego, a więc dwa dni przed oficjalną premierą w Los Angeles, Piątek, trzynastego zadebiutował na ekranach belgijskich i francuskich kin. Następnego dnia odnotował swoją premierę również w Rosji, Wielkiej Brytanii, Holandii i Portugalii. W pierwszy weekend wyświetlania filmu, zarobił on blisko dziewięć i pół miliona dolarów amerykańskich. Największe zarobki odniósł w Wielkiej Brytanii i Rosji, gdzie w obydwu państwach zainkasował po 1,7 mln $, w Hiszpanii – 1,1 mln $, oraz we Włoszech i w Niemczech – w obu krajach około milion dolarów. Według Paramount Pictures, były to najwyższe zyski, poza granicami Ameryki Północnej, dla filmu z serii Piątek, trzynastego w premierowy weekend.
Premierę filmu w Polsce pierwotnie zaplanowano na 27 marca 2009 roku przy dystrybucji UIP-u. Ku dezaprobacie fanów serii, następnie przeniesiono ją 22 maja.

## Odbiór filmu
Film został negatywnie odebrany przez krytyków, co zaowocowało wynikiem 25% na stronie Rotten Tomatoes.

## Sequel
Wkrótce po światowej premierze filmu, członek spółki produkcyjnej Platinum Dunes, Brad Fuller, zakomunikował chęć realizacji sequela Piątku, trzynastego. Pierwsze oficjalne informacje, rozpowszechnione za pośrednictwem serwisu internetowego Bloody Disgusting, wskazywały, że film miałby ukazać się w roku 2010, a rolę Jasona Voorheesa powtórzyłby Derek Mears. Według informacji serwisu, dystrybutorem filmu miał być Warner Bros.. Premiera filmu została zaplanowana na rok 2011. 27 listopada 2013 do informacji publicznej podano, że kolejny film z serii Piątek, trzynastego trafi do kin w marcu 2015.